# Johann Georg Noel Dragendorff
Johann Georg Noel Dragendorff (Rostock, 8 de agosto de 1836 - 7 de abril de 1898) fue un farmacéutico y químico alemán.

## Educación
Obtuvo su doctorado en filosofía en la Universidad de Rostock en 1861, y después de graduarse trabajó para la Sociedad Farmacéutica de San Petersburgo. Desde 1864 hasta 1894 fue profesor de farmacia en la Universidad de Dorpat. En 1872 se le concedió un doctorado honorario en medicina por la Universidad de Múnich. Fue el presidente de la Sociedad de Naturalistas de Estonia en 1890-1893.

## Buen nombre
Su nombre se asocia con el "reactivo de Dragendorff", que es una solución de potasio yoduro de bismuto que se utiliza para determinar la presencia de alcaloides, junto con la "prueba de Dragendorff", una prueba cualitativa anteriormente utilizada para la bilis.

## Publicaciones seleccionadas
- Beiträge zur gerichtlichen Chemie (Contribuciones a la química forense); (1871)
- Die gerichtlichchemische Ermittelung von Giften (Forensic chemical ascertainment of toxins); (1876)
- Die qualitative und quantitative Analyse von Pflanzen und Pflanzentheilen (Qualitative and quantitative analysis of plants); (1882)
- Die Heilpflanzen der verschiedenen Völker und Zeiten. Ihre Anwendung, wesentlichen Bestandtheile und Geschichte (Medicinal plants of various peoples and times); (1898)